# 顏正 (景泰進士)
顏正（1426年—1480年），字廷表，直隸松江府華亭縣（今上海市松江區）人，匠籍，明朝政治人物。進士出身。

## 生平
景泰四年（1453年）癸酉科應天府鄉試第四名。景泰五年（1454年）聯捷甲戌科會試第三百一十六名，殿試登進士第二甲第一百一十八名。
授南京监察御史，清正有声。英宗复辟，顏正不谄媚权臣徐有贞、石亨，数年不迁。後來，擢四川按察司佥事，升松潘兵备副使，平定赵铎叛乱。念父母年高，乞终养归。卒年五十五。

## 家族
曾祖顏伯顏，元朝教授。祖父顏有，曾任主簿。父顏復。